# Кислянский сельсовет (Целинный район)
Кисля́нский сельсовет — упразднённые административно-территориальная единица и муниципальное образование со статусом сельского поселения в составе Целинного района Курганской области.
Административный центр — село Кислянка.
Законом Курганской области от 29.06.2021 № 73 к 9 июля 2021 года сельсовет упразднён в связи с преобразованием муниципального района в муниципальный округ.

## История
В соответствии с Законом Курганской области от 6 июля 2004 года № 419 сельсовет наделён статусом сельского поселения.

## Население
| 1989  | 2002  | 2004  | 2010  | 2012  | 2013  | 2014  |
| ----- | ----- | ----- | ----- | ----- | ----- | ----- |
| 2295  | ↘2174 | ↘2153 | ↘1510 | ↘1422 | ↘1359 | ↘1309 |
| 2015  | 2016  | 2017  | 2018  | 2019  | 2020  |       |
| ↘1256 | ↘1233 | ↘1203 | ↘1187 | ↘1158 | ↘1122 |       |

## Состав сельского поселения
| № | Населённый пункт | Тип населённого пункта       | Население |
| - | ---------------- | ---------------------------- | --------- |
| 1 | Белозерки        | деревня                      | ↘118      |
| 2 | Кислянка         | село, административный центр | ↘841      |
| 3 | Кременевка       | деревня                      | ↘88       |
| 4 | Мануйлово        | деревня                      | ↘82       |
| 5 | Моисеевка        | деревня                      | ↘45       |
| 6 | Николаевка       | деревня                      | ↘84       |
| 7 | Патранино        | деревня                      | ↘167      |
| 8 | Первомайка       | деревня                      | ↘85       |